# Цецен-уул
Цецен Уул монг. Цэцэн-Уул –з 1956 року сомон Завханського аймаку, Монголія. Територія 2,4 тис. км², населення 2,3 тис. Центр сомону Тегш розташований на відстані 1010 км від Улан-Батора, 180 км. від міста Уліастай.

## Рельєф
Гори Тудевтей (2916 м), Темеен чулуут (2723 м.), Цецехайрхан (2421 м), Байц (2585 м). У центральній частині долини Галуутай, Тегш, піщані бархани Борхир. Річки Галуутай, Байц, озера Цегеен, Тахилт

## Клімат
Різкоконтинентальний клімат. Середня температура січня -24 градуси, липня +16-19 градусів. У середньому протягом року випадає 250-300 мм опадів.

## Економіка
Поклади мідної руди. Хімічна та будівельна сировина

## Тваринний світ
Водяться козулі, вовки, лисиці, аргалі, кішки-манули, дикі кози, зайці, тарбагани.

## Соціальна сфера
Є школа, лікарня, сфера обслуговування
.